# نوفينتا فيسينتينا
نوفينتا فيسينتينا (بالإيطالية: Noventa Vicentina)‏ هي مدينة وبلدية في مقاطعة فشنزة في منطقة فنيتة، شمال إيطاليا.